# Funció de Mittag-Leffler

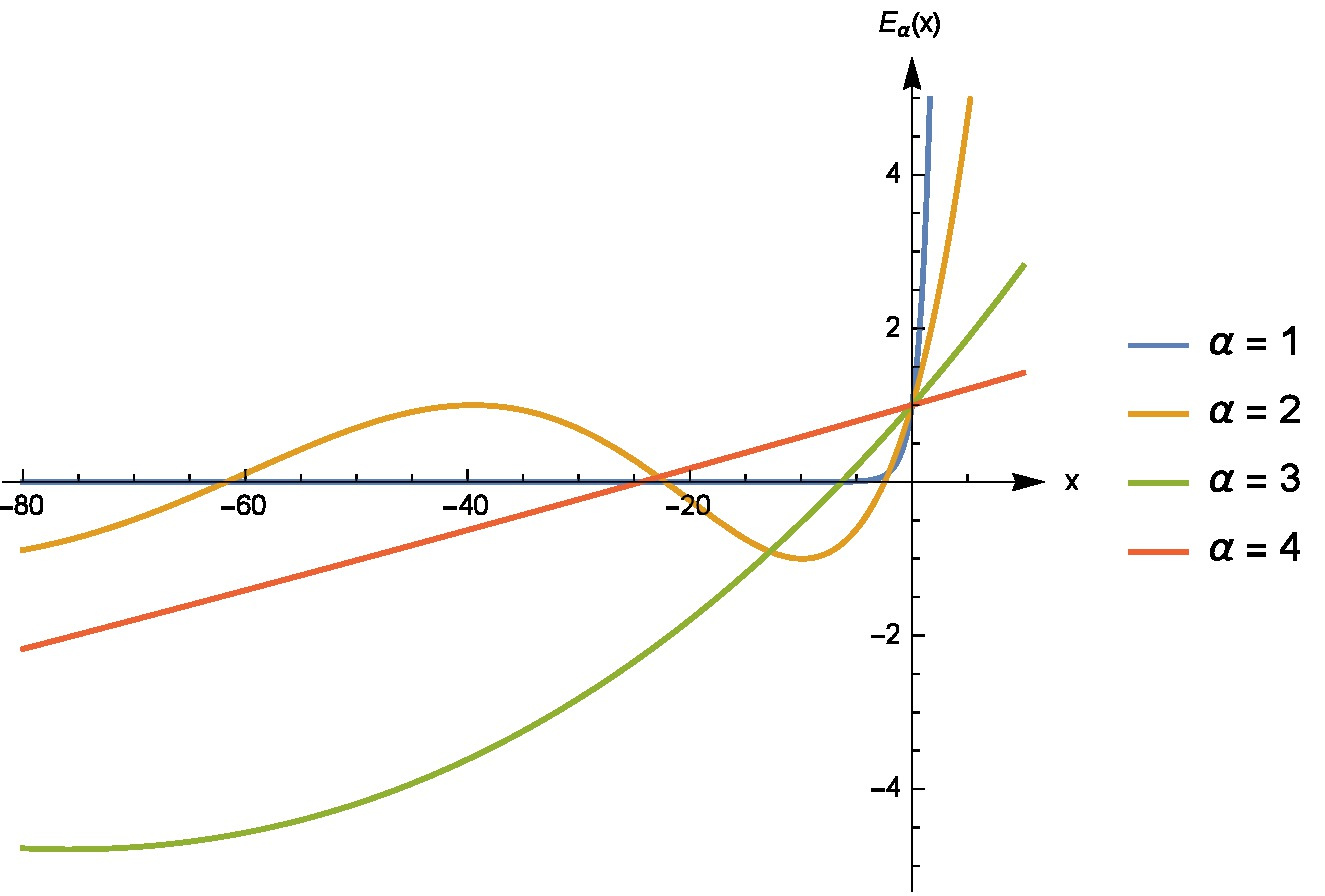
Funció de Mittag-Leffler

En matemàtiques, la Funció de Mittag-Leffler {\displaystyle E_{\alpha ,\beta }} és una funció especial, una funció complexa que depèn de dos paràmetres complexos {\displaystyle \alpha } i {\displaystyle \beta }. Es pot definir, de forma generalitzada, per la següent sèrie quan la part real de {\displaystyle \alpha } és estrictament positiva:
{\displaystyle E_{\alpha ,\beta }(z)=\sum _{k=0}^{\infty }{\frac {z^{k}}{\Gamma (\alpha k+\beta )}}}
en la que {\displaystyle \Gamma } és la funció gamma i {\displaystyle \alpha ,\beta \in \mathbb {C} }.
En la seva forma especial (monoparamètrica) es defineix per la sèrie
{\displaystyle E_{\alpha }(z)=\sum _{k=0}^{\infty }{\frac {z^{k}}{\Gamma (\alpha k+1)}}}
Quan {\displaystyle \alpha } i {\displaystyle \beta } són reals i positives, la sèrie és convergent per a tots els valors de l'argument {\displaystyle z}, per això la funció de Mittag-Leffler és una funció entera. La funció rep el nom de Gösta Mittag-Leffler que la va formular a començaments del segle xx. Aquesta mena de funcions són importants en la teoria del càlcul fraccionari i les seves aplicacions a l'estudi de les equacions diferencials i integrals.
Per a {\displaystyle \alpha >0}, la funció de Mittag-Leffler {\displaystyle E_{\alpha ,1}} és una funció entera d'ordre {\displaystyle 1/\alpha } i és, en algun sentit, la més simple de les funcions enteres d'aquest ordre.
La funció de Mittag-Leffler satisfà la següent propietat recurrent
{\displaystyle E_{\alpha ,\beta }(z)={\frac {1}{z}}E_{\alpha ,\beta -\alpha }(z)-{\frac {1}{z\Gamma (\beta -\alpha ),}}}

## Casos especials
Per {\displaystyle \alpha =0} trobem la suma d'una progressió geomètrica:
{\displaystyle E_{0,1}(z)=\sum _{k=0}^{\infty }z^{k}={\frac {1}{1-z}}.}
Per {\displaystyle \alpha =1} trobem una funció exponencial:
{\displaystyle E_{1,1}(z)=\sum _{k=0}^{\infty }{\frac {z^{k}}{\Gamma (k+1)}}=\sum _{k=0}^{\infty }{\frac {z^{k}}{k!}}=\exp(z).}
Per {\displaystyle \alpha =1/2} trobem una funció d'error:
{\displaystyle E_{1/2,1}(z)=\exp(z^{2})\operatorname {erfc} (-z).}
Per {\displaystyle \alpha =2} trobem un cosinus hiperbòlic:
{\displaystyle E_{2,1}(z)=\cosh({\sqrt {z}}).}
Per {\displaystyle \alpha =0,1,2}, la seva integral
{\displaystyle \int _{0}^{z}E_{\alpha ,1}(-s^{2})\,{\mathrm {d} }s}
dona, respectivament:
{\displaystyle \arctan(z),}
{\displaystyle {\tfrac {\sqrt {\pi }}{2}}\operatorname {erf} (z),}
{\displaystyle \sin(z).}